# Kelurahan Pondokranggon
Kelurahan Pondokranggon är en administrativ by i Indonesien.   Den ligger i provinsen Jakarta, i den västra delen av landet, 17 km söder om huvudstaden Jakarta.